# Berend Willem Berenschot

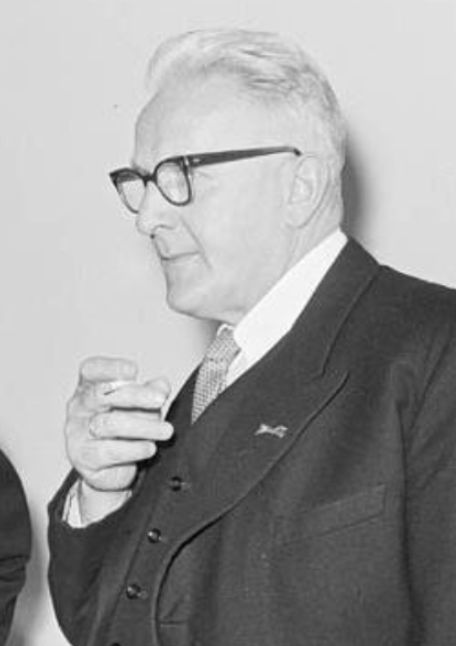
Afscheid van Berend Berenschot van de Technische Hogeschool Delft, 1957

Berend Willem Berenschot (Winterswijk, 1 september 1895 – Enschede, 23 januari 1964) was een Nederlands ingenieur, organisatieadviseur en hoogleraar bedrijfsleer, bekend als oprichter van het huidige organisatieadviesbureau Berenschot in 1938.

## Levensloop
Berenschot studeerde civiele techniek aan de Technische Universiteit Delft van 1913 tot 1922. Tussendoor in de Eerste Wereldoorlog was hij actief als reserveofficier.
Na zijn studie in 1922 ging hij aan het werk bij de Haagsche Tramweg-Maatschappij. Hetzelfde jaar nog trad hij in dienst bij het twee jaar daarvoor opgerichte Organisatie Advies Bureau van Ernst Hijmans. Zijn eerste grote opdracht in 1923 was het leidinggeven aan een grote reorganisatie bij Glasfabriek Leerdam. In 1925 verliet hij met Johan Marie Louwerse dit bureau en werd hij zijn eerste medewerker in het nieuw adviesbureau Ir. J.M. Louwerse, dat zich vooral richtte op de Twentse textielindustrie. In 1930 werd hij hier mededirecteur, dat toen Raadgevend Bureau Louwerse-Berenschot werd hernoemd. In 1938 richtte hij ten slotte zijn eigen bureau op onder de naam Raadgevend Bureau Ir. B.W. Berenschot (RBB) met acht van zijn collega-adviseurs verdeeld in een kantoor in Hengelo en Amsterdam.
Van 1950 tot 1956 was Berenschot verder bijzonder hoogleraar in de bedrijfsleer aan de Technische Hogeschool Delft als opvolger van Jan Goudriaan. Vanaf 1957 bekleedde H.K. Volbeda deze functie. In 1952 was hij een van de drijvende krachten achter de oprichting van het Research-instituut voor Bedrijfswetenschappen, de huidige Maastricht School of Management. In 1958 leverde hij een bijdrage aan de oprichting van de Stichting Interacademische Opleiding Organisatiekunde (SIOO). In 1960 ontving hij de Amerikaanse Wallace Clark Award voor zijn bijdragen aan de wetenschappelijke bedrijfsorganisatie.
Berend Willem Berenschot was de jongere broer van de KNIL-officieren George Berenschot (1884-1919) en Gerardus Johannes Berenschot (1887-1941), luitenant-generaal en commandant van het KNIL van 1939-1941. Hij trouwde in 1926 met Sarah Catherine Colwell, met wie hij drie kinderen kreeg.

## Publicaties
Berenschot publiceerde verschillende boeken over principes en technieken van de bedrijfsorganisatie. Een selectie:  
- 1929. Loonsysteem bij den overgang van tijdloon in productieloon. Nederlands Instituut voor Efficiency.
- 1931. Opleiding voor wevers. Dekker & van de Vegt.
- 1942. Verlaging der productiekosten in weverijen : keuze van het gunstigst aantal getouwen per wever, vaststelling van juiste loontarieven en calculaties. Amsterdam.
- 1943. Vergelijkend bedrijfsonderzoek, gezien van het standpunt van den bedrijfseconomisch ingenieur. Nederlandsch Instituut voor Efficiency.
- 1951. Prae-adviezen over de vragen: welke maatregelen dienen te worden genomen ter verhoging van de productiviteit? Welke betekenis moet aan deze maatregelen worden gehecht uit een oogpunt van zo groot mogelijke prestatieprikkel enerzijds en sociaalrechtvaardige verdeling van het maatschappelijk inkomen anderzijds?. Nijhoff.
- 1954. Principes en technieken der bedrijfsorganisatie : verslag van de lezing gehouden op 21 en 28 mei 1954 en van de daarop gevolgde discussies. Centraal Bureau voor Organisatie.